# Piratería en el estrecho de Malaca

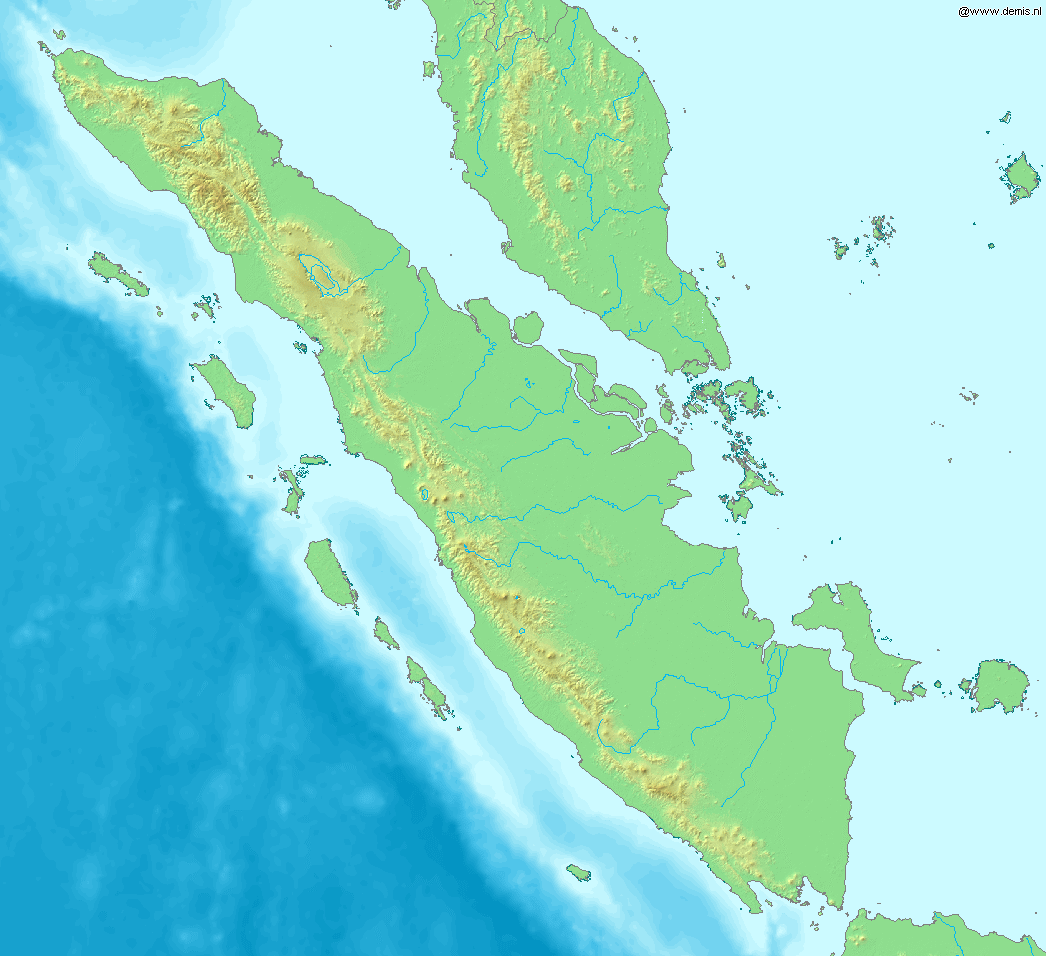
Estrecho de Malaca, entre la península malaya y la isla de Sumatra

La piratería en el estrecho de Malaca ha sido desde el siglo XIV una amenaza para los propietarios de embarcaciones y para los marineros que recorren esta vía marítima de 900 km de extensión. Hacia fines del siglo XX, patrullas coordinadas de Indonesia, Malasia, y Singapur, junto con un aumento de la seguridad a bordo de los navíos han reducido la piratería en esta zona en gran medida, según lo que informa el International Maritime Bureau (IMB).
La geografía del Estrecho de Malaca hace que la región sea muy susceptible a la piratería. Era y aún es una vía de comunicación acuática sumamente importante entre China y la India, y es muy utilizada por el comercio. En tiempos modernos, el estrecho se encuentra en la ruta entre Europa, el Canal de Suez, y los países exportadores de petróleo del Golfo Pérsico; y los puertos del Este de Asia. El estrecho es angosto, posee miles de islas, y numerosos ríos desembocan en él, lo cual lo convierte en una zona ideal para que los piratas se escondan y evadan la persecución.

## Historia
Históricamente, la piratería en el estrecho de Malaca no solo ha sido un medio de vida lucrativo, sino también una importante herramienta política. Los gobernantes han utilizado a los piratas de la región para mantener control sobre la misma. Un ejemplo de esto, fue en el siglo XIV, durante el gobierno del príncipe de Palembang, Parameswara. Fue gracias a la lealtad que las tripulaciones de piratas tuvieron para con el pueblo Orang Laut que Parameswara logró sobrevivir a intentos de expansión de los gobernantes vecinos y eventualmente logró establecer el Sultanato de Malaca. Entre los siglos XV al XIX, las aguas en Malasia jugaron un rol destacado en las luchas de poder en el Sudeste asiático. Además de las potencias locales, los antagonistas también incluyeron potencias coloniales tales como los españoles, portugueses, neerlandeses y británicos. Evidencia de esta presencia extranjera, particularmente en el Mar de la China Meridional y el Estrecho de Malaca, son las tumbas marinas de numerosos barcos producto de tormentas, piratería, batallas, y falta de habilidad en la navegación.
Durante los siglos XVIII y XIX la piratería en el estrecho fue en aumento en la medida que los colonizadores europeos llegaron a la región. En cierta medida la llegada de europeos estuvo incentivada por el imperativo económico de controlar el lucrativo comercio de las especias. Tal como explica Charles Corn, autor de The Scents of Eden: A Narrative of the Spice Trade:

Las especias motorizaban a las economías del mundo de aquellos días de forma similar a como lo hace el petróleo en la actualidad.

El incremento del tráfico comercial a través del estrecho y las pobres condiciones económicas de la población local condujo a que mucha gente se uniese a este tipo de actividades. La piratería fue usada como una forma de resistencia política hacia el colonialismo. Los piratas en general provienen del pueblo Lanun, pueblo nativo que habita en los pueblos costeros de la región. Piratas chinos, desaforados de la dinastía Quing, también llegaron al estrecho para cometer delitos y robo a barcos mercantes.
En los años 1830, el control de las potencias coloniales en la región era Británico y Holandés, que acordaron frenar la rampante piratería. Ellos señalaron la demarcación Británico-Holandesa a la largo del estrecho y acordaron combatir contra la piratería de su propio lado de la línea de demarcación. Esta línea de demarcación se convirtió en la actualidad en la frontera en el estrecho entre Malasia e Indonesia. Aumento de los patrullajes y una tecnología de navegación superior por parte de las potencias europeas, así como mejoras en la estabilidad política y condiciones económicas en la región, eventualmente ha permitido a las potencias europeas frenar la piratería en la región para los años 1870s.

## Piratas prominentes del Estrecho de Malacca
- Liang Dao Ming, siglo XIV (梁道明)